# Titularbistum Fidenae
Fidenae (ital.: Fidene) ist ein Titularbistum der römisch-katholischen Kirche. 
Es geht zurück auf einen Bischofssitz in der antiken Stadt Fidenae, die sich in der italienischen Region Latium befindet.
| Titularbischöfe von Fidenae |                                                 |                                  |                  |                 |
| Nr.                         | Name                                            | Amt                              | von              | bis             |
| 1                           | Maffeo Giovanni Ducoli                          | Weihbischof in Verona (Italien)  | 22. April 1967   | 7. Oktober 1975 |
| 2                           | Giacomo Biffi                                   | Weihbischof in Mailand (Italien) | 7. Dezember 1975 | 19. April 1984  |
| 3                           | Giacinto Berloco Titularerzbischof pro hac vice | Diplomat des Heiligen Stuhls     | 15. März 1990    |                 |